# Плавучість

Сили, що діють на частково занурене тіло.

Плаву́чістьукраїномовне АД для терміну[джерело?]} — здатність тіла втримуватись на поверхні рідини або на певному рівні всередині рідини чи газу. Плавучість тіл пояснюється законом Архімеда.
Плавучість корабля (судна) — здатність судна з вантажем на борту плавати в заданому положенні відносно водної поверхні: одна з найважливіших мореплавних якостей судна. А також — розділ теорії корабля, що вивчає плавучість.

## Закон Архімеда
Закон гідростатики та аеростатики, що звучить так: на будь-яке тіло, занурене в рідину або газ, діє виштовхувальна сила, яка дорівнює вазі витисненої даним тілом рідини (газу) і за напрямом протилежна їй і прикладена у центрі мас витісненого об'єму рідини.
При цьому сила виштовхування (Buoyancy), залежить від густини рідини (ρfluid), а вага (Gravity) від густини тіла (ρobject). Обидві сили є рівнодійними розподілених навантажень. Зрозуміло, що чим більша густина рідини, тим менша частина тіла зануриться до рівноваги. Навпаки, чим більша густина тіла при заданому об'ємі, тим більша його маса m, і тим глибше воно зануриться.

## Плавучість корабля (судна)

Об'єм W характеризує запас плавучості (показаний світло-зеленим кольором)

Сила підтримання γV прикладена в центрі ваги підводного об'єму — точці С, яку називають центром величини (ЦВ). Об'єм V називається об'ємною водотоннажністю і служить мірою плавучості.
Через те, що об'єм підводної частини корпуса можна виразити через головні розміри й коефіцієнт загальної повноти δ, тобто V=δLBT, то водотоннажність (масову) судна можна подати у вигляді D=ρδLBT. Водотоннажність D (навантаження масою) і координати центра ваги (центру мас) визначаються розрахунковим методом, що враховує масу і розташування окремих складових мас вантажу судна. Для безпечного плавання кожне судно повинно мати запас плавучості. Об'єм W водонепроникних відсіків вище від ватерлінії є мірою запасу плавучості.

### Запас плавучості
Запас плавучості визначається як процентне відношення об'єму водонепроникних відсіків вище від ватерлінії до загального водонепроникного об'єму. Будь-яке порушення непроникності приводить до зниження запасу плавучості. Для корабля (судна), у якого корпус водонепроникний до головної палуби:
{\displaystyle W={\frac {V_{H}}{V_{O}}}\cdot 100\%,}
де VH — об'єм підпалубних приміщень над ватерлінією, VO — увесь об'єм підпалубних приміщень.
Рівняння рівноваги' у цьому випадку має вигляд:
{\displaystyle P=\gamma (V_{O}-V_{H}),} або:
{\displaystyle P=\gamma \cdot V,}
де P — вага судна, γ — питома вага води, V — занурений об'єм, і має назву основного рівняння плавучості.
З нього випливає наступне:
- при незмінній питомій вазі γ зміна навантаження P супроводжується пропорційною зміною зануреного об'єму V до досягнення нового положення рівноваги. Тобто, при збільшенні навантаження судно «сідає» у воду глибше, при зменшенні спливає вище.
- при незмінному навантаженні P зміна питомої ваги води γ супроводжується обернено пропорційною зміною зануреного об'єму V. Так, у прісній воді судно сидить глибше, ніж у солоній.
- зміна об'єму V при інших сталих параметрах супроводжується зміною осадки. Наприклад, при баластуванні забортною водою або аварійному затопленні відсіків можна вважати, що судно не прийняло вантаж, а зменшило занурений об'єм, і осадка збільшилася — судно сидить глибше. При відкачуванні води відбувається зворотне.

Фізичний зміст запасу плавучості — це об'єм води, який судно може прийняти (наприклад, при затопленні відсіків), ще залишаючись на плаву. Запас плавучості виражається зазвичай у процентах від водотоннажності по конструктивній ватерлінії. Запас плавучості 50 % означає, що водонепроникний об'єм, розміщений вище за ватерлінію дорівнює об'єму, що знаходиться нижче від неї. Він залежить від призначення судна, сезону, виду вантажу та інших факторів. Для річкових суден запас плавучості становить 10…15, для танкерів — 15…25, для суховантажних — 25…50, для пасажирських — 80…100 %. Вважається, що чим більший запас вдалося отримати при виготовленні, тим краще.

### Нейтральна плавучість

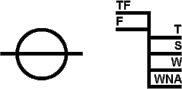
Приклад вантажної марки

Коли об'єм прийнятої води (для надводного судна) в точності дорівнює запасу плавучості, вважається що плавучість втрачено — запас дорівнює 0 %. За цих умов судно занурюється по головну палубу і знаходиться у нестійкому стані, коли будь-який зовнішній вплив може викликати його занурення під воду. У теорії цей випадок називається нейтральною плавучістю.

### Негативна плавучість
При прийнятті об'єму води більшого ніж запас плавучості (або будь-якого вантажу, більшого за вагою) кажуть, що судно отримує негативну плавучість. У цьому випадку воно нездатне плавати й затоне.
Тому для судна встановлюється обов'язковий запас плавучості, який воно повинно мати у непошкодженому стані для безпечного плавання. Він відповідає повній водотоннажності і маркується ватерлінією та / або вантажною маркою.

### Нормування запасу плавучості
Запас плавучості судна є важливим з погляду забезпечення вимог до остійності. Окрім того, він необхідний для забезпечення непотоплюваності у разі попадання води всередину корпусу. Запас плавучості судна в першу чергу забезпечується висотою надводного борту. Мінімальна висота надводного борту визначається в усьому світі однаково згідно з «Міжнародною конвенцією про вантажну марку» 1966 року залежно від типу судна, його довжини, довжини надбудови та інших параметрів. Класифікаційне товариство (Регістр, наприклад, Регістр судноплавства Ллойда) видає на судно «Міжнародне свідоцтво про вантажну марку», де вказаний надводний борт від палубної лінії залежно від району плавання, пори року, густини води. На основі цього свідоцтва на середині судна на обох бортах наноситься вантажна марка.

## Плавання газонаповненого тіла (аеростата) у повітрі
Аналогічно плаванню підводного човна в глибині моря, так само за законом Архімеда плавають в атмосфері Землі аеростати та дирижаблі.